# Kyle Richards
Kyle Egan Richards (Hollywood, 11 de janeiro de 1969) é uma atriz, socialite, personalidade de televisão, memorista e filantropa. Ela começou sua carreira como uma atriz mirim, aparecendo em um papel recorrente em Little House on the Prairie, e em vários filmes de terror, incluindo The Car (1977), Eaten Alive (1977) de Tobe Hooper e Halloween (1978) de John Carpenter. Desde 2010, ela aparece como um membro do elenco principal em The Real Housewives of Beverly Hills. Ela era uma participante de The New Celebrity Apprendice (também conhecido como The Celebrity Apprentice 8), jogando pelo instituição Hospital Infantil de Los Angeles. Ela foi o 5º participante demitido, terminando em 12º lugar e a arrecadação de 25.000 dólares para a sua caridade.

## Início de vida
Richards nasceu em 11 de janeiro de 1969, em Hollywood. Ela é a filha de Kathleen Mary Richards (nome de solteira Dugan; 1938-2002) e Kenneth Edwin Richards (1917-1998). O casal se separou em 1972 e Kathleen se casou mais duas vezes. Os irmãos de Richars são Kathy Hilton (sua meia-irmã mais velha, do primeiro casamento de sua mãe, com Lawrence Avanzino (nascido em 1959) e Kim Richards (1964), bem como os três meio-irmãos do primeiro casamento de seu pai, os quais eram adultos ao tempo que Richards nasceu. Nicky e Paris Hilton são suas meio-sobrinhas.

## Carreira
Richards começou a atuar em 1974. Ela apareceu em 18 episódios da série de televisão Little House on the Prairie como Alicia Sanderson Edwards. Sua irmã Kim, também era atriz. Na década de 1970, Richards apareceu em várias séries de televisão e em alguns filmes de terror, incluindo o clássico cult de Halloween (1978). Em 1980, ela contracenou com Bette Davis e Lynn-Holly Johnson, em The Watcher in the Woods.
A maioria de seus papéis nos anos 80, eram menores, inclusive feito para a tv, Diretamente em vídeo, ou outro trabalho de vídeo. Papéis subsequentes incluíam a enfermeira Dori, em 21 episódios de ER (1998-2006) e Lisa, um personagem coadjuvante em National Lampoon's Pledge This!.Ela também apareceu em The Simple Life e My BFF.
Ela aparece em The Real Housewives of Beverly Hills, da Bravo, que também já contou com sua irmã, Kim Richards.

## Filantropia

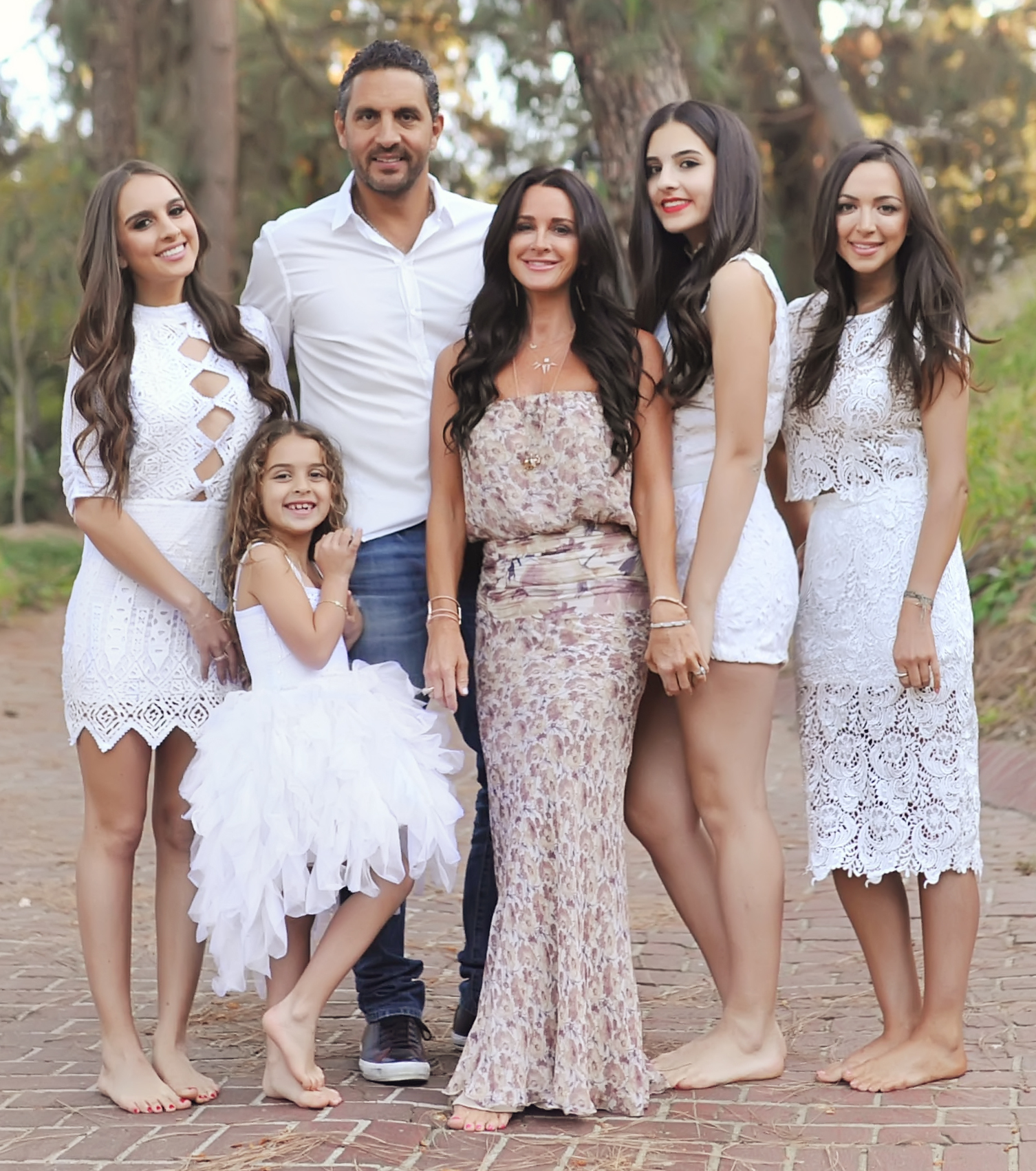
Mauricio Umansky com a esposa Kyle Richards e as filhas Farrah Aldjufrie, Alexia Umansky, Sophia Umansky e Portia Umansky.

Com seu marido,  Kyle Richards está listada em uma das "Primeiras  Famílias" do Hospital Infantil de Los Angeles, o que significa que eles doaram 100.000 dólares ou mais para o hospital. Ela também realizou uma campanha de arrecadação de fundos para o hospital, em 2013, que foi apresentada em Real Housewives.

## Vida pessoal

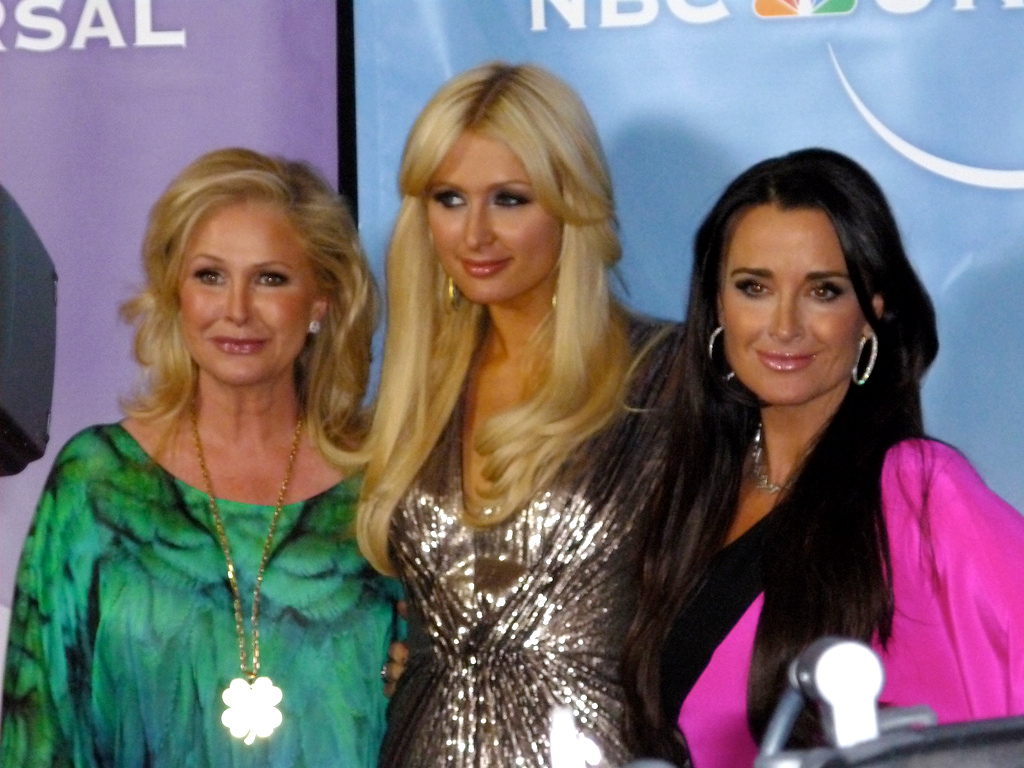
Da esquerda para a direita, a meia-irmã Kathy Hilton; a filha de Kathy, Paris Hilton; e Kyle Richards na festa da NBC, em fevereiro de 2011.

Em 1988, aos 18 anos de idade, Richards se casou com Guraish Aldjufrie da Indonésia, quando estava grávida de sua filha Farrah (1988), mas eles se separaram em 1990 e se divorciaram dois anos depois.
Richards conheceu o segundo marido, Mauricio Umansky, consultor imobiliário de Los Angeles, em 1994. Umansky é de ascendência judia, russa e grega. Ele é o filho de Estella Sneider. Ele nasceu e cresceu no México. Casaram-se em 20 de janeiro de 1996, quando Kyle estava com 4 meses de gravidez. Sua filha Alexia nasceu em 18 de junho de 1996. O casal teve mais duas filhas, Sophia (2000) e Portia (2008). Richards, que é descendente de ingleses, irlandeses e galeses, converteu-se ao Judaísmo Ortodoxo Moderno, quando se casou com Umansky. Ela também participa de eventos no The Kabbalah Centre, em Los Angeles.
Ela reside em Bel Air, Los Angeles, com o marido e filhas.

## Filmografia

### Cinema e televisão
| Ano       | Obra                                  | Papel                                        | Notas                                                      |
| --------- | ------------------------------------- | -------------------------------------------- | ---------------------------------------------------------- |
| 1974      | Police Woman                          | Julie                                        | 1 episódio, "The Cradle Robbers"                           |
| 1975–1982 | Little House on the Prairie           | Alicia Sanderson Edwards / Samantha (S05E22) | 19 episódios                                               |
| 1977      | A Circle of Children                  | Sarah                                        | filme para TV                                              |
| 1977      | The Car                               | Debbie                                       |                                                            |
| 1977      | The Father Knows Best Reunion         | Ellen                                        | filme para TV                                              |
| 1977      | Eaten Alive                           | Angie                                        |                                                            |
| 1977      | Father Knows Best: Home for Christmas | Ellen                                        | filme para TV                                              |
| 1978      | Halloween                             | Lindsey Wallace                              |                                                            |
| 1978      | The Wonderful World of Disney         | Naomi                                        | 1 episódio, "The Million Dollar Dixie Deliverence"         |
| 1978      | Flying High                           | Katie                                        | 1 episódio, "The Vanishing Point"                          |
| 1979      | Vega$                                 | Julie Travis                                 | 1 episódio, "Kill Dan Tanna!"                              |
| 1979      | Fantasy Island                        | Rebecca                                      | 1 episódio, "Cornelius and Alfonse/The Choice"             |
| 1979      | Time Express                          |                                              | 1 episódio, "Rodeo/Cop"                                    |
| 1979      | Carter Country                        | Gerry                                        | 4 episódios                                                |
| 1979      | Friendships, Secrets, and Lies        | Livia                                        | filme para TV                                              |
| 1980      | Once Upon a Family                    | Liz Demerjian                                | filme para TV                                              |
| 1980      | The Watcher in the Woods              | Ellie Curtis                                 |                                                            |
| 1980      | Beulah Land                           | Young Sarah                                  | TV mini-series                                             |
| 1981      | Concrete Cowboys                      | Isobel                                       | 1 episódio                                                 |
| 1981      | Halloween II                          | Lindsey Wallace                              | Cena que não foi ao ar                                     |
| 1982      | This is Kate Bennett...               | Jennifer Bennett                             | filme para TV                                              |
| 1982      | CHiPs                                 | Jodi                                         | 1 episódio, "The Spaceman Made Me Do It"                   |
| 1984–1985 | Down to Earth                         | Elizabeth 'Lissy' Preston                    | 12 episódios                                               |
| 1989      | Curfew                                | Stephanie Davenport                          | Protagonista                                               |
| 1990      | Escape                                | Lydia                                        |                                                            |
| 1998      | Nick Freno: Licensed Teacher          |                                              | 1 episódio, "Model Citizen"                                |
| 1998      | Love Boat: The Next Wave              | Scheming Woman                               | 1 episódio, "Captains Courageous"                          |
| 1998–2006 | ER                                    | Nurse Dori                                   | 21 episódios                                               |
| 1999      | Beverly Hills, 90210                  | Anna Murphy                                  | 1 episódio, "Bobbi Dearest"                                |
| 1999      | City Guys                             | Kate                                         | 1 episódio, "Miracle on 134th Street and Lexington Avenue" |
| 2003      | 7th Heaven                            | Matt's Patient                               | 1 episódio, "Life and Death: Part 1"                       |
| 2006      | Pledge This!                          | Lisa                                         |                                                            |
| 2011      | Deadly Sibling Rivalry                | Tricia                                       |                                                            |
| 2012      | CSI: Crime Scene Investigation        | Ms. Young                                    | 1 episódio, "Play Dead"                                    |
| 2013      | Days of Our Lives                     | Casey McGraw                                 | 3 episódios                                                |
| 2014      | The Hungover Games                    | Heather                                      | Paródia of The Hunger Games and The Hangover               |
| 2021      | Halloween Kills                       | Lindsay Wallace                              |                                                            |

### Como ela mesma
| Ano           | Obra                                 | Notas                      |
| ------------- | ------------------------------------ | -------------------------- |
| 2003          | The Simple Life                      | Vários episódios           |
| 2010–presente | The Real Housewives of Beverly Hills | 138 episódios              |
| 2012          | TMZ na TV                            | 1 episódio                 |
| 2013          | Stars in Danger                      | Especial de TV             |
| 2013          | Betty White's Off Their Rockers      | 1 episódio                 |
| 2013          | Whose Line Is It Anyway?             | 1 episódio                 |
| 2014          | G. Y. U.                             | Clipe musical de Lady Gaga |
| 2015          | Namoradas " Guia de Divórcio         | 1 episódio                 |
| 2017          | The New Celebrity Apprentice         | 12º lugar                  |

## Memórias
- Life Is Not a Reality Show: Keeping It Real with the Housewife Who Does It All  (New York, NY: HarperOne), de 27 de dezembro de 2011, ISBN 0062113488; ASIN: B00ANYP1HA.